# 乌拉圭国徽
烏拉圭国徽啟用於1829年3月19日，為盾徽，呈橢圓形，分為四個象限：
- 左上角－藍地、繪有象徵平等、正義的天秤
- 右上角－白地、繪有蒙得維的亞山和山上的堡壘
- 左下角－白地、繪有象徵自由的馬
- 右下角－藍地、繪有象徵富裕的公牛

周圍飾以月桂和橄欖樹枝。国徽顶部是纪念五月革命，象徵國家興起的「五月太陽」。